# Station Cahors
Station Cahors is een spoorwegstation in de Franse stad Cahors.